# 刀使ノ巫女
『刀使ノ巫女』（とじノみこ）は、Studio五組制作による日本のテレビアニメ作品。2017年5月に制作発表が行われ、2018年1月から6月にかけてAT-X・毎日放送・TOKYO MX・BS11にて放送された。
異形の化け物・荒魂を祓う、超常の力を発揮する御刀を持った刀使（とじ）と呼ばれる少女たちの戦いを描く。

## 製作
本作の企画は2013年頃からプロデューサーらによって動いており、キャラクター原案のしずまよしのりやシリーズ構成・脚本の髙橋龍也の間でアイディアが出て、2015年の冬頃から柿本広大が参加した。

## あらすじ
この世には、異形の化け物・荒魂を祓う刀使（とじ）と呼ばれる少女たちがいた。特別祭祀機動隊に所属する彼女たちは、全国5か所にある中高一貫校にて訓練を積む傍ら、有事の際は御刀と特殊能力を用いて荒魂から人々を護っていた。岐阜の美濃関学院に属する衛藤可奈美もその一人であり、親友の柳瀬舞衣と共に日々研鑽を積んでいた。
胎動編（第1話 - 第12話）
刀使を統べる折神家での御前試合に出場した可奈美は各地の強豪を破って決勝に進むが、対戦相手である十条姫和は折神家の当主である折神紫に斬りかかるという暴挙に出る。襲撃に失敗し粛清されそうになった姫和を咄嗟に助けた可奈美は2人でその場から離脱、共に追われる立場になる。
その後、2人は古波蔵エレンと益子薫の手引きにより舞草と合流して、折神家の真実を知る。さらに舞衣や糸見沙耶香も合流して、6人で紫に憑依していた大荒魂タギツヒメを討つことに成功する。

波瀾編（第13話 - 第24話）
『鎌倉特別危険廃棄物漏出問題』から4ヶ月後、各地で頻発する荒魂事件を解決するため、可奈美たちは休む間もなく現場で戦いを続けていた。そんな中、謎の人物によるノロの強奪が相次ぎ、刀使たちはさらなる動乱へと巻き込まれる。
その後、謎の人物は2人いて、1人は元親衛隊の獅童真希であることと、もう1人はタギツヒメであることが判明する。そして、タギツヒメの他にタキリヒメとイチキシマヒメがいて、三者が三つ巴の戦いを繰り広げていることも分かるが、タキリヒメとイチキシマヒメに勝利し両者を取り込んだタギツヒメを隠世の果てへ送ることで、事態を収拾することに成功する。

## 登場人物
声はテレビアニメの声優を、演は舞台の俳優を表す。

### 主要人物
衛藤 可奈美（えとう かなみ）
声 - 本渡楓 / 演 - 斉藤真木子
誕生日：8月13日、血液型：O型、身長：156cm、流派：柳生新陰流、御刀：千鳥
本作の主人公。刀使の中で最強。美濃関学院中等部二年生の13歳。明るい性格で友人が多く、文字通り寝ても覚めても鍛錬に余念がない努力家。趣味は他流の剣術を会得することで、作中の人物からは剣術オタクとして認識されている。
強さよりも工夫のある剣術や剣に籠められた相手の魂を尊び、剣術そのものを楽しもうとするため、立ち合いでは例えそれが自分より遥かに劣る相手でも無意識のうちに手加減をして試合を長引かせる癖がある。また剣を合わせることで相手の内面を理解することができ、逆に剣で相手に語りかけることもある。このため「立合いは剣を通した会話」という考えを持っており、相手が誰であっても剣を通して解り合えると考えている。一度見た剣術を即座に記憶・コピーして会得する能力があり、戦闘中に相手の剣を学習して使用することもある。さらにゲームでは、覚えた他流の技の意味を図書館で詳しく調べて、夜遅くまでシミュレーターで実践して極めていることが明らかになっている。
相手を殺さず制することが難しい場面において『無刀取り』を用いて無血のまま相手を武装解除させるなど、“殺さない、殺させない”という不殺の精神を貫いている。一方で自分の命と敵の命のどちらかが失われるという局面であっさり敵の命を守ることを優先させたり、必要とあらば姫和のために文字通り命を投げ出したりするなど、自分の生死には頓着しない一面もある。
物語冒頭、全国大会決勝の舞台において、折神紫の背後に隠世の隙間と大荒魂の目玉を視認し、紫を暗殺しようとして返り討ちにあった姫和を咄嗟の判断で助ける。なお、この時の紫の動きや大荒魂の存在は、拳銃から放たれた弾丸を凌駕する速度で動いていた姫和ですら全く見えておらず、可奈美がそれを直立不動の状態で肉眼で捉えられた理由については未だ謎のままである。その後も、薫との闘いや集団戦の訓練などにおいてしばしば驚異的な目の良さを示す描写があり、さらにBDのブックレットにおいて超感覚と心眼の持ち主であることが判明したが、紫の速度を捉えた力と同じものであるかは不明。
姫和を救出した後は反逆者の共犯として追われながらも舞草と合流し、紫に憑依していたタギツヒメに挑む。未来を予測することのできるタギツヒメの龍眼（予測演算）の前に最初はまるで歯が立たなかったが、姫和を咄嗟に援護した際、その動きをタギツヒメが読めていなかったことに気付き、柳生新陰流『無形の位』を用いて予測の可能性を無限に増やす「龍眼破り」の戦術を編み出して、作中最初の一撃をタギツヒメに与える。それが引き金となって六振りの御刀を操る第二形態へと移行したタギツヒメの猛攻に為す術なく昏倒するが、朦朧とした意識の中で20年前の最強刀使であった亡き母・美奈都を思い出し、突然起き上がって美奈都本人のような言動および剣術を披露する憑依芸によりタギツヒメを圧倒する。後にその時のことをタギツヒメからは「一時は我を殺して見せた」と評されている。
胎動編の事件解決後も真庭本部長の依頼で美濃関には帰還せず、前線で沙耶香とペアを組み荒魂の討伐任務に当たっていた。その際、沙耶香から「強くなりすぎて一人遠い所にいる」と指摘され、密かな悩みであった強者の孤独を表出させることになる。紆余曲折の果てに禍神と融合して暴走した姫和を助けるため、『龍眼破り』や『活人剣』などを駆使して、千鳥の別名である雷切の逸話通り姫和の雷を切り裂いて圧倒するが、直後にタギツヒメが復活したことにより救い損ねる。せめて遺品の小烏丸だけでも回収しようと、紫と共闘してタギツヒメに挑むがその際にまだ姫和が生きていることを知り、『殺人刀（せつにんとう）』によりタギツヒメに一撃を与えて姫和を救出する。その後、母親と同様に命を半分肩代わりすることで、姫和と共にタギツヒメを隠世の果てへ送る。その後、隠世でさ迷いながらも母、美奈都と再会し、そこで自分の過去やこれまでの経緯を話した直後に千鳥の共鳴で姫和と再会した。そして、やり残したことを済まして、無事に隠世から帰還した。その際にお二人は手を繋いでいた。
十条 姫和（じゅうじょう ひより）
声 - 大西沙織 / 演 - 谷真理佳
誕生日：1月22日、血液型：AB型、身長：158cm、流派：鹿島新當流、御刀：小烏丸
平城学館中等部三年生の14歳。速さに特化した戦術を取り、自分に対しても他人に対しても厳しい態度を取っていたが、可奈美を始め多くの仲間に巡り合えた事で他人を信じる心が芽生える。チョコミントが大好物であり、その味に否定的な顔色を見せた相手には瞬間的に激昂するほどである。胸の成長が控えめであり、さらに胸の将来性を見抜く能力を持つねねからはガッカリした顔を向けられたことで薫から「エターナル胸ペッタン」「ヒヨヨン・ザ・ ナイペッタン」「ホライズン胸」などと呼ばれている。
事件の1年前、母・十条篝が大荒魂封印に失敗したことやその余波で可奈美の母・美奈都が早逝したことを深く後悔し自らも衰弱死していった姿を目撃しており、さらに母親宛の手紙から大荒魂が折神紫に化けていることを知って、紫の暗殺を決意する。暗殺のチャンスを掴むべく剣術の全国大会決勝（御前試合）まで進出し、表に出てきた紫を三段階迅移による不意打ちで斬ろうとしたが失敗する。その後、可奈美に助けられ共に逃亡生活を送るが見え隠れしていた舞草の助けなどがあり、無事に舞草の本拠地にたどり着く。そして、そこで亡き母の事や大荒魂、折神家の真実を聞く事になる。
折神家から派遣されてきた結芽と機動隊の襲撃により舞草本部が壊滅した後、S装備を着用して仲間達と共に折神宗家に乗り込み、タギツヒメと対峙することとなる。一時は圧倒的なタギツヒメの前に歯が立たなかったが、可奈美の憑依芸により痛手を受け脱出を試みたタギツヒメに『真の一の太刀』でトドメを刺し、亡き母がやり遺した封印の儀をやり遂げる。
胎動編の事件解決後は刀使を辞める決意を固めていたが、学長のいろはからノロ強奪事件を知らされ復帰する。その後、紆余曲折を経てイチキシマヒメと同化して雷神となり、紫の指示の下でタギツヒメを討って吸収することで禍神となる。その力の暴走を抑えることが出来ず自死を選ぼうとするが、可奈美に雷ごと斬られたことで一時的に暴走を鎮める。しかし、直後にタギツヒメが体内から復活し、逆に吸収されてしまう。一時は死んだと思われていたが、千鳥の共鳴によって生存が確認され、可奈美がタギツヒメを斬った際に開いた傷口から復活する。その後、柊の務めを果たすべく黙って自爆技である封印の儀を遂行しようとするが、全て見抜いていた可奈美に命を半分肩代わりされる形で、一緒にタギツヒメを隠世の果てへ送る。その後、隠世でさ迷いながらも母、篝と再会し、自分の過去やこれまでの経緯を話した直後に小烏丸の共鳴で可奈美と再会した。そして、やり残したことを済まして、無事に隠世から帰還した。その際にお二人は手を繋いでいた。
柳瀬 舞衣（やなせ まい）
声 - 和氣あず未 / 演 - 北川愛乃
誕生日：2月14日、血液型：A型、身長：162cm、流派：北辰一刀流、御刀：孫六兼元
美濃関学院中等部二年生に所属する13歳の少女。大企業・柳瀬グループの代表の娘で、可奈美とは親友でクラスメイト。趣味はお菓子作りでその腕前は可奈美や沙耶香を虜にするほどである。可奈美には友情と同時に強い憧れを抱いており、一方で剣術の面でも精神的な面でも追いつけないことに歯がゆさとコンプレックスを抱いていた。剣術は美濃関学院でも可奈美に次ぐ第二の腕前で、可奈美に追いつくため日々試行錯誤を繰り返しているためか、可奈美からは「攻めのバリエーションが多くて新しい驚きがある」と評されている。『明眼』の能力に長けており、その精度は機械のレーダーよりも高いとされているため、集団戦においては指揮官を担当している。
姫和が起こした折神紫刃傷未遂事件に可奈美が助太刀したことにより親衛隊の事情聴取を受けるが、無関係と判断され釈放される。それからは可奈美の行方を捜し、持前の捜索力によって居場所を突き止め、神社での荒魂発生を機に再会する。親友の可奈美を助けるため主犯である姫和に剣を向けるが可奈美に止められ、可奈美の目撃証言と姫和からの情報で紫の正体と折神家および刀剣類管理局の真実を知ったことで一度身を引く。その後は可奈美の安否を気にしながら過ごしていたが、情報を得るべく沙耶香に接触したことで沙耶香の拠り所となる。その後、高津学長から逃げ出してきた沙耶香を匿い、行動をともにする形で折神勢力から離脱し、舞草の本拠地にて可奈美と再会を果たした。
舞草では集団戦の訓練を受けて指揮官の資質を見出されるが、集団戦の先輩たちから一本も取れなかったことや、可奈美に追いつけないことなどで一時的に自信を失う。しかしタギツヒメとの決戦前に自分のなすべきことや出来ることを見つけて奮起し、舞草壊滅により窮地に陥った仲間たちを鼓舞して決戦に挑む。
胎動編の事件解決後は刀使の任務の過酷さを懸念した父親から転校するように打診されていたが、後にエレンと共に特別稀少金属利用研究所でタギツヒメと戦い、その戦いぶりを見ていた父の理解を得た。可奈美に対しては友情や憧れ、コンプレックスなどの感情の他に、その心理や行動原理に深い理解を示しており、姫和がタギツヒメに吸収されてしまった悲しみを覆うように無理をしていた可奈美を抱きしめてほぐしたり、紫に可奈美を託したりと、保護者のような一面も見せている。
波瀾編の事件解決後は消息を絶った可奈美と姫和の生還を願いながら、後輩の指導に当たっている。
糸見 沙耶香（いとみ さやか）
声 - 木野日菜 / 演 - 竹内彩姫
誕生日：11月17日、血液型：B型、身長：150cm、流派：小野派一刀流、御刀：妙法村正
鎌府女学院中等部一年生の12歳。任務に忠実である一方、他者とのコミュニケーションを苦手とする。趣味は睡眠でどこでも眠ることができる。好きな食べ物はバランス栄養食。舞衣のクッキーの虜になっており、可奈美からは小食で偏食がちなところを心配されている。剣の腕は天才と評されており迅移に長けている。
アバンタイトルでは他の生徒らと共に荒魂と戦い、圧勝している。全国大会では可奈美と対戦し、沙耶香が速さによって一方的に圧倒しているように見えていたが、剣が全く当たらないことを沙耶香が不思議に感じた次の瞬間、巻き上げをくらい敗北した。その後、雪那の命で可奈美と姫和の討伐に向かい、返り討ちにあって写シを剥がされるが『無念夢想』の影響で写シ無しのまま斬りかかり姫和を追い詰める。これにより人斬りを覚悟した姫和に斬られそうになるが、可奈美に『無刀取り』される形で助けられる。その際に受けた「魂のこもっていない剣では何も斬れない」という台詞は後の沙耶香の成長に大きな影響を与える。
討伐に失敗して帰還し雪那から叱責を受けるが、直後の舞衣との出会いによって人の温もりを知って自我が芽生える。その影響か、雪那にノロを注射されそうになるが、ずっと言いなりとなっていた雪那に初めて反抗する。逃げ出したはいいものの、行くあてもなく1人途方に暮れて舞衣に助けを求める。直後、連れ戻しに現れた結芽と交戦し敗北するが、雪那の登場で止めを刺されるのは免れた。そして、自分は学長の望んだ刀使にはなれないと自分の気持ちを告げ雪那の下を去り、舞衣と共に舞草の本拠地に案内され可奈美と再会を果たす。
折神家との決戦では可奈美たちと共に先へ行くよう舞衣に指示されるが、舞衣を助けるためその場に残って夜見と交戦する。その際、沙耶香の剣技に恍惚としながら夜見を鞭打つ雪那に剣を向けるが、斬ることはなく「かわいそうな人」と評し、ショックで崩れ落ちる雪那を尻目にその場を後にする。
胎動編の事件解決後は可奈美とペアを組んで関東一帯の荒魂討伐任務に当たっていたが、任務中の余裕や稽古での立ち合いを通して可奈美との差に気付き、追いつけないことに悩んでしまう。しかし、群馬で薫と共に任務に当たった際に「荒魂討伐は目の前の荒魂の危険性の有無を考えてからすべきであり、危険性が無ければ斬らなくても良い」と言う考えを彼女から教わるなど、少しずつ精神的な面での成長を遂げていく。姫和のイチキシマヒメとの融合や、そのことで取り乱した可奈美の姿を見るうちに、任務を遂行するだけではなくもっと強くなってみんなの役に立ちたいと思うようになる。小烏丸奪還戦では歩の襲撃から可奈美を守り、タギツヒメのところへと送り出す。この際、ノロの影響で感情を制御できなくなり可奈美へのコンプレックスを爆発させた歩に対し、「同じ道を歩んだことがある先輩」として、かつて自身が可奈美から受けた熱さを剣で伝える。
波瀾編の事件解決後は消息を絶った可奈美と姫和の生還を願いながら、2人の抜けた穴を1人で埋めるべく荒魂討伐に奔走している。後に薫とともに新設の親衛隊の一員となったと思われる描写がある。
益子 薫（ましこ かおる）
声 - 松田利冴 / 演 - 桑江咲菜
誕生日：6月16日、血液型：B型、身長：135cm、流派：薬丸自顕流、御刀：祢々切丸（山金造波文蛭巻大太刀）
長船女学園高等部一年生の15歳。無口でめんどくさがり屋で、いつもけだるそうな言動をとる。一人称は「オレ」。荒魂のねねを守護獣として連れている。エレンのことをしつこく思いつつも信頼し合っている。愛刀の祢々切丸は刀長だけで自身の身長をゆうに超える。
舞草のメンバーの1人で、エレンと共に全国剣術大会に参加し折神紫に対する攻勢に乗り出そうとしたが、姫和の横やりによりめんどくさくなったと彼女に愚痴っていた。
事件解決後は特別祭祀機動隊の隊長として活動中だが、無休で荒魂の討伐任務に当たっているため、本部長に就任した紗南に対し文句を言っている。群馬では任務に当たっていると報告しておきながら、小さな荒魂の捜索など大変な作業は部下に任せ、自身は温泉に浸かるという暴挙に出ていたが、このことを紗南に知られ、監視役という名目で沙耶香が送られて来る。薫は彼女を渋々任務に同行させるが、彼女の存在によって自身の存在意義が徐々に奪われることを危惧し、威厳を取り戻すために卓球勝負を挑むが体力が続かず敗北してしまう。その後、沙耶香と共に小さな荒魂を発見した際には、どんな荒魂も斬らなければならないと言う彼女に、危険性の有無を考えてから、危険性が無ければ斬らなくても良いと言う考えを教える。
面倒くさがりな彼女が刀使になった理由は、特撮ヒーローが好きで“ヒーロー願望”を持っていたから。
ねね
声 - 松田颯水
薫と常に一緒にいる荒魂で、彼女の守護獣でもある一行のマスコット的な存在。歴代の益子の刀使にも胸が大きい者が多かったからか、胸の大きい人物や胸が将来大きくなる人物を見分ける特技を持ち、姫和を除く主要人物の胸に一度は飛び込んでいる。かつては益子家が守護する地域で暴れていた荒魂で、蛇のような尾を持つ巨大な狼の姿であったが、当代の益子の刀使（声 - 三瓶由布子）に関わっている内に穢れも抜けていき徐々に小さくなっていった。防衛省でタギツヒメと相対した際には意図的に元の姿に戻っており、その後も状況に応じて元の姿で戦闘への参加もしている。
荒魂研究家でもあるエレンは「胃袋が隠世に繋がっている」と考えており、実際トイレには行かない、とシリーズ構成の髙橋龍也は語っている。
古波蔵 エレン（こはぐら エレン）
声 - 鈴木絵理 / 演 - 長谷川里桃
誕生日：5月15日、血液型：O型、身長：172cm、流派：タイ捨流、御刀：越前康継
長船女学園高等部一年生の15歳で、アメリカ人の母を持つハーフ。天真爛漫な性格で周りを笑顔にするムードメーカー的存在にして、かなりの巨乳の持ち主であり、ねねによく飛び付かれている。
仲良くなった、あるいは仲良くなれそうな刀使に独特のあだ名を付けて呼ぶ癖があり、可奈美をかなみん、姫和をひよよん、舞衣をまいまい、沙耶香をさあやと呼んで、初対面の姫和と舞衣を困惑させた。
舞草のメンバーの1人で、折神紫の命を狙った不届き者として討伐する敵を演じ、可奈美と姫和の力を試した。その後はフリードマンの指示により2人を舞草の本拠地へ案内するが、小型の荒魂の群れにスペクトラムファインダーが反応しなかった事が気になり、一時親衛隊の臨時指揮所に投降する。事情聴取を受けた後、1人になったところを見計らい脱走し、没収された御刀を取り戻すと同時にノロを投与する夜見の姿を映像で目撃する。そして彼女が投与したノロのアンプルを手に入れようとしたが、すでにバレていて返り討ちに遭ってしまう。
事件解決後は家族の働いている特別稀少金属利用研究所で警備に当たっていたが、舞衣と共にタギツヒメと戦った後は、刀剣類管理局に戻っている。

### 折神家とその親衛隊
折神 紫（おりがみ ゆかり）
声 - 瀬戸麻沙美 / 演 - 北川綾巴
誕生日：6月13日、血液型：O型、身長：168cm、流派：二天一流、御刀：童子切安綱・大包平・鬼丸國綱・三日月宗近・大典太光世・数珠丸恒次
折神家の当主で、警視庁刀剣類管理局の局長を務める女性。20年前の相模湾岸で発生した大災厄において大荒魂を討伐する特務隊の隊長を務めており、最強の刀使としても知られている。その正体は紫に成りすました大荒魂タギツヒメであり、そのことを知っていたのは妹の折神朱音と反折神紫を掲げる舞草のみであった。紫、もといタギツヒメが可奈美と姫和を深追いせず泳がせた理由は、それによって舞草の拠点を突き止めて襲撃し、壊滅に追い込むためであった。
20年前の相模湾大災厄時はまだ人間であったが、折神家の当主として、後輩であり柊家の任を背負った篝に大荒魂を封じる人柱的な役目を命じなければならなかったことで精神を削られ、さらに何も知らされていなかった親友の美奈都がこれを助けるため反射的に追いかけていってしまったことで、紫は絶望の底に叩き落とされてしまう。友人たちを失い失意の紫は、その心の隙につけ込んだ大荒魂の甘言に耳を貸してしまい、そのまま同化する道を選んでしまう。その後、タギツヒメから与えられた十数年の猶予を経て意識の自由を奪われ、さらに数年の間に徐々に侵食を受け、紫の意識はその殆どが封じ込められてしまう。
その後、可奈美たちの折神家襲撃を受け、可奈美の龍眼破りによってタギツヒメの演算能力を処理落ちさせられたことや、千鳥による刺突を肩に受けたことで一時的に支配率が変わり意識が浮上する。その際、可奈美と姫和に「千鳥と小烏丸を用いて自分ごと大荒魂を討て」と叫び、タギツヒメ討伐のヒントを与える。
胎動編の事件解決後は、意識不明のまま病室で寝ていると証人喚問で朱音から政治家一同に説明されていたが、大荒魂から分離した三女神の内イチキシマヒメを監視および護衛するため、スペクトラム計対策を施した潜水艦で隠れ住んでいることが17話で明かされた。その際、肉体年齢が20年前の17歳時点で止まっていることも明かされた。また、イチキシマヒメとの逃亡中に、相模湾岸大災厄からの20年間も自身が人としての自我を保てたのはイチキシマヒメの存在があったからだと明かし、イチキシマヒメを守り抜くと誓った。禍神と融合し暴走しかけていた姫和に経験則から荒魂の抑え方を指導し、セコンドとして援護する形でタギツヒメの襲撃を返り討ちにするが、そこまで含めてタギツヒメの策であったため、策合戦に敗れて逆に姫和を吸収されてしまう。
その後、小烏丸だけでも取り返したいとする可奈美を援護する形でタギツヒメに挑むが、その際に共鳴する千鳥を見て姫和が生きていることを可奈美に伝え、姫和救出後は二人を逃がすために八幡力でビルの屋上の床を叩き割った。最終戦闘では可奈美らと共闘し、現世と隠世の狭間でタギツヒメに封印のための一撃を仕掛ける。しかし封印に失敗し、写シを張るのも間に合わず重傷を負ってしまい、とどめを可奈美と姫和に託した。
タギツヒメが隠世に送られた後はケガの療養生活を送りながら、行方不明になった可奈美と姫和の捜索を命じ、2人の生還を祈り続けている。
二天一流を修めており、童子切安綱・大包平の二振りを用いた二刀流を使う。
獅童 真希（しどう まき）
声 - 内山夕実 / 演 - 谷口莉緒
誕生日：7月24日、血液型：O型、身長：174cm、流派：神道無念流、御刀：薄緑
折神家親衛隊の第一席。16歳。一人称が「僕」であるなど、男性的な言動をとる。前回・前々回の大会で優勝を果たし、現在の地位に就いた経緯を持つ。紫の護衛と荒魂討伐の作戦指揮が主であるため前線に出ることは少ない。
山中で可奈美と姫和を寿々花と共に追い詰める。剛剣と観察眼によって姫和を圧倒するが、可奈美の奇策に不意を打たれ、姫和の斬撃を食らって敗北してしまう。折神本家に乗り込まれた時は、ノロの力を使いS装備の姫和と対峙し圧倒するが、S装備の機能を用いた奇策を受けて敗北してしまう。
胎動編の事件解決後は行方をくらまし、タギツヒメを討つべく単独で行動していたが、そのせいでタギツヒメの悪事に加担しているのではないかという容疑を掛けられてしまう。16話にて可奈美たちと共闘したあと刀剣類管理局に連れて行かれ、寿々花の涙ながらの叱咤に反省して合流する。
自分よりも強い結芽の背中を追い続けながら、一方で年下の結芽を妹のように可愛がっていた。そのため、結芽の死は波瀾編における彼女の心理や行動に大きな影響を与えることとなる。
ノロを受け入れた理由は戦う強さを得るため。
此花 寿々花（このはな すずか）
声 - M・A・O / 演 - 青木志穏
誕生日：9月9日、血液型：AB型、身長：158cm、流派：鞍馬流、御刀：九字兼定
折神家親衛隊の第二席。16歳。名家・此花家の令嬢であり、物腰が柔らかい。前回・前々回の大会で真希に敗れて準優勝に終わったため、真希のことをライバル視している。趣味はクラシック音楽。好きな食べ物は湯豆腐とされているが、温められたコンビニ弁当の中にある温かい漬物を好物とする一面もある。
紫の政治活動への同行、ならびに荒魂討伐の陣頭指揮を主とする。
山中で可奈美と交戦するものの、姫和の心配ばかりでこちらを見ようとしない可奈美に激昂して突っ込むが、これは可奈美の策であり、結果的に真希の黒星のきっかけとなってしまう。この時の反省から、二度目の交戦では可奈美による姫和の援護を徹底して妨害し、集中力を欠いた可奈美から鞍馬流の『捲き落とし』で小手を取った。しかし直後に同じ技を可奈美にトレースされて胴を突かれ、さらに振りかぶった可奈美に諦めたように微笑んで敗北を受け入れた。その後、結芽の遺体の前で呆然とする真希に活を入れて紫のところへ送り出し、結芽が荒魂になることを防ぐための“処置”を施した。
胎動編の事件解決後は、治療室にて身体に染みついたノロを排除する治療を受けていたが17話からは退院している。真希をライバル視する一方、深い理解者として献身的に彼女を支える女房役となっている。
ノロを受け入れた理由は真希に差を付けられたくなかったため。
皐月 夜見（さつき よみ）
声 - 渕上舞 / 演 - 愛わなび
誕生日：12月24日、血液型：A型、身長：160cm、流派：深甚流、御刀：水神切兼光
折神家親衛隊の第三席。満15歳没。趣味はお茶を入れること。好きな食べ物はきりたんぽと紅茶とされているが、米にも人並以上のこだわりがあり、塩だけで味つけした握り飯を一人で20個以上食べることができる。
親衛隊の中では紫と行動を共にする機会が多いが、大会での記録がなく、本人が必要最低限のことしか話さないこともあり経歴が謎に包まれていた。その後、彼女の回想によって明かされた経歴によると、鎌府女学院時代には自身の実力は高くなく、同級生らが刀使として任命される中で取り残される側だったが、雪那による荒魂の人体実験の被験者となり親衛隊に抜擢されるまで力が強化されていた。そのため雪那には感謝している節があり、例え自身が不要であると言われても献身的に自身の忠誠を雪那にささげていた。
刃で切り付けた傷口から自分の分身とも言うべき小型の荒魂達を出現させる事ができる。また荒魂を身体に注射し、小型の荒魂達を使役するだけでなく、身体機能の向上にも利用している。しかし、可奈美達との戦闘で身体が拒絶反応を起こし、戦闘不能になってしまう。意識を取り戻した後、雪那に再びアンプル提供を頼んだが、激しく断られてしまった。普段は無表情ではあるが、紫に対する忠誠心は真希や寿々花のそれと同程度である。
胎動編の事件解決後は、雪那と共にタギツヒメの下で活動している。真希と寿々花に対し、自身の自由意志でタギツヒメに仕えていると告げ、敵対する意志を明確にした。その後、二度2人と対戦して二度目の対戦で敗れた。この時点では生死不明でその後の捜索でも発見の報告はなかったが、彼女は生きており、タギツヒメに不要とされた雪那を荒魂から救った直後にその場に倒れ込んだ。これにようやく夜見の心を知った雪那から労いの言葉を受け、満足気で嬉しそうな笑みを遺して息絶えた。雪那に弔われた後、雪那や現場に駆け付けた真希と寿々花に見守られながらノロに飲み込まれていく。
ゲーム版ストーリーでは生存しており、雪那を救った後すぐに真希達が合流してきたため、息絶えることはなく、病院へ搬送され荒魂化の治療を受け入院する。その後は復帰し元親衛隊で構成された特別警備隊へ配属する。
燕 結芽（つばくろ ゆめ）
声 - 水瀬いのり / 演 - 百音
誕生日：3月3日、血液型：B型、身長：145cm、流派：天然理心流、御刀：ニッカリ青江
折神家親衛隊の第四席で、親衛隊の中では最年少。満12歳没。
真希を凌ぐほどの実力に反して子供っぽい性格で、周囲からは暴走しないように気を使われているため、出撃許可が出ることが少ない。そのため結芽本人はこの扱いに不満を抱いており、独断で沙耶香を連れ戻しに行ったり、無防備な紫に不意打ちを食らわせたりしている。
幼くして御刀に認められたため神童と謳われていたが、病を患って以降は入院生活が続いた。回復も見込めず両親から見放され、ただ死を待つだけの日々を送る抜け殻状態となっていた時に紫からノロのアンプルを与えられる。それにより精気を取り戻した彼女は親衛隊入りを果たす。病は治ってはおらず、無理に体を動かすと病状が悪化してしまう。
ドーピング無しの素の自分の力量に誇りを持っており、刀使として正々堂々たる真剣勝負を望んでいるため、延命のためにノロを投与しつつも荒魂の力を拒絶し続けている。このため、舞草の刀使から「荒魂の力に頼ってるような刀使」と誤認された時には激昂していた。
この延命もいずれは尽きることを自覚しており、誰よりも強い相手と戦うことで人の記憶に残ろうとしている。その相手として可奈美が相応しいことを御前試合の時点で見抜いており、折神宗家に乗り込んできた彼女に勝負を挑んだ。短い剣戟ながらその判断が間違っていなかったことを悟り、楽しさと嬉しさを噛み締めていたが、途中で薫とエレンに邪魔される。その怒りで一瞬体の中のノロの力が溢れ出したが、その力には一切頼らず2人を退けた。
その後、可奈美を追おうとしたが病状が悪化し、誰もいない木の下で眠るように息を引き取った。その後は墓に埋葬されており、夜見と結月が墓参していた。なお、物語終盤で可奈美が結芽の技をタギツヒメに向けて繰り出しており、わずかな対面ではあったが彼女の望み通り可奈美の記憶にはしっかりと刻み込まれていた。
ゲーム版ストーリーでは展開が異なり、荒魂注入の影響で隠世にて結芽が生きており、更に彼女の遺体がまだ埋葬していなかったため、真希と寿々花は美炎達と協力して、隠世にいる記憶を失っていた結芽と接触し御刀南无薬師景光と引き換えに結芽を現世に取り戻すことに成功する。救出後、身体はノロを受ける前に戻っており、病に苦しむようになるも、命に別状がない程度には治療している。尚、可奈美との間に「違う形で出会っていたら友達になれた」「同じ学校だったら毎日試合を申し込む」などの「もしもの歴史」が示されている。

### 伍箇伝の教職員
羽島 江麻（はしま えま）
声 - 中原麻衣 / 演 - 美羽あさひ
美濃関学院の学長。旧姓は鏡島。相模湾岸大災厄時、紫と共に戦った特務隊の1人。
折神紫刃傷未遂事件に自分の生徒である可奈美が関与してしまったことで、折神宗家に呼び出される。江麻自身も今回の事件に見え隠れしている発端に気づいている様子で、陰ながら可奈美を支援している。可奈美の母・衛藤美奈都とは学生時代の親友であり、美奈都に対しては「舞衣が可奈美に向けるような感情」を含む憧れを抱いていたと述懐している。
胎動編の事件解決後はタギツヒメが他の2柱を吸収した直後から刀剣類管理局に協力している。
美奈都や紫の同級生にあたる。
五條 いろは（ごじょう いろは）
声 - ゆきのさつき
平城学館の学長。旧姓は吉野。相模湾岸大災厄時、紫と共に戦った特務隊の1人。自分の生徒である姫和が折神紫刃傷未遂事件を起こしたため、折神宗家に呼び出される。逆賊を育てた罪は重いと責める雪那のことを「昔は可愛かったのに」と残念がっていた。そして、江麻が陰から生徒を助けている事に気づいている。
胎動編の事件解決後はタギツヒメが他の2柱を吸収した直後から刀剣類管理局に協力している。
紫や美奈都の一年先輩にあたる。
高津 雪那（たかつ ゆきな）
声 - ゆかな / 演 - 大湖せしる
鎌府女学院の学長。旧姓は相模。相模湾岸大災厄時、紫と共に戦った特務隊の1人。紫を崇敬しており、紫に認めてもらうためなら自分の生徒すら利用するほど。しかも親衛隊4人を一切信用しておらず、沙耶香こそが紫を護るに相応しいと考えている。沙耶香にノロを注射して紫の右腕になるための道具にしようとしていたが、可奈美と舞衣の影響で沙耶香が変わってしまい、自分の下を去ってしまった事に愕然とする。彼女がそこまで必死になるのは相模湾岸大災厄時、自身が撤退の原因になった辛い過去があったせいである。
胎動編の事件解決後も改心せず、身体にノロを投与するアンプルを結月の援助の下で開発する。また、夜見と共にタギツヒメに仕えており、崇敬していると思われていた紫のことを敵視する言動を取って、メディアを通じて鎌倉特別危険廃棄物漏出問題についての偽りの真相を流布した。さらに、相模湾岸大災厄時の対応とタギツヒメの後ろ盾を利用して、内閣官房長官を脅迫している。しかし、他の2柱を吸収したタギツヒメから不要とされ、独りで荒魂に襲われているところを夜見に救われる。このことから、それまで物としてしか見ていなかった夜見を大切に想うようになり、彼女を丁重に弔った後、彼女の御刀である水神切兼光を大事に持っている。
紫や美奈都の一年後輩にあたり、同級生の篝を一方的にライバル視していた。
真庭 紗南（まにわ さな）
声 - 朴璐美
長船女学園の学長。旧姓は新見。相模湾岸大災厄時、紫と共に戦った特務隊の1人。かなり男勝りな性格をしている。現在は舞草に属し、エレンと薫を折神紫討伐の刺客として送り込んでいた。だが姫和の行動で計画は頓挫、舞草の本拠地で可奈美と姫和に対面する。
一度は舞草の1人として逮捕されたが、事件解決の4ヶ月後には特別祭祀機動隊の指揮官として活躍する。可奈美が美濃関に帰らず前線で戦い続けていたのは彼女の要請によるものである。その後、タギツヒメとの最終戦闘で指揮官の座を一時的に結月に譲った後、タギツヒメが隠世の果てへ送られてからは続投している。
特務隊では最年少の中学三年生であった。
相楽 結月（そうらく ゆづき）
声 - 小清水亜美
綾小路武芸学舎の学長。旧姓は伏見。相模湾岸大災厄時、紫と共に戦った特務隊の1人で、紫が美奈都や篝と共に前線へ向かった際には、副隊長であったため臨時の隊長を引き継いでいる。
事件発生時に目立った動きはなかったが、事件解決後には雪那や夜見と行動を共にしている。しかし、その行動には含むところがあるのか、タギツヒメを守る近衛隊の人選を任されているが、その作業を意図的に遅らせていた。ところが、夜見にその候補生を瀕死の状態にされ、やむを得ずノロを打ち近衛隊を結成することになる。その後、秘密裏に紫と密会して、相模湾岸大災厄からの20年間で教え子たちにしてきたことへの贖罪として自身を裁くよう求めるが、裁かれるべきは自分だと紫に言われ許される。さらに、自身の足跡を追ってきた夜見に見つかり、裏切り者の粛清は良いのかと問うが、イチキシマヒメの下へ導いた功績により見逃される。その後、タギツヒメとの最終戦闘で紫の説得により一時的に特別祭祀機動隊の指揮官となった後、タギツヒメが隠世の果てへ送られてからは退いている。雪那の心情を考慮して、夜見の御刀である水神切兼光を鎌府管理の綾小路預かりとなるように手を回す。
紫や美奈都の一年先輩にあたる。当時は「美奈都も恐れる鬼の結月」と呼ばれていた。

### 舞草
折神 朱音（おりがみ あかね）
声 - 川澄綾子
紫の妹。7年前、美奈都が亡くなった際に篝が自責の念を口にしたことを契機に相模湾岸大災厄の真実を調べ始め、紫が行った鎮めの儀を突き止めた。そして、2年前のある日、大荒魂と会話する紫を目撃し、篝に助力を請う手紙を出す。さらに、里にやってきた可奈美たち6人に対し、紗南と共に自身が見てきた真実を話している。
鎌倉特別危険廃棄物漏出問題の発生後は、折神家代表として政府の面々に証人喚問を受けており、その様子がテレビ中継されていた。また、特別刀剣類管理局局長代理として、荒魂対策に全力を注いでいる。
リチャード・フリードマン
声 - 星野充昭 / 演 - 陰山泰
舞草に属する科学者で、エレンの祖父。ノロが折神家によって管理されるようになった頃から開発現場の技術レベルが急激に向上したため折神家に疑いを持ち、朱音に従い舞草を組織した。ファインマンと名乗り、可奈美と姫和を舞草に招く。
事件解決後は特別稀少金属利用研究所で特別顧問として研究に専念している。
米村 孝子（よねむら たかこ）
声 - 清水彩香
舞草に属する刀使のリーダー格。
小川 聡美（おがわ さとみ）
声 - 川﨑芽衣子
舞草に属する刀使のリーダー格の一人。

### 主要人物の家族
衛藤 美奈都（えとう みなと）
声 - 伊藤静 / 演 - 春川芽生
可奈美の亡き母親にして千鳥の先代の所有者である。旧姓は藤原。可奈美の夢の中に現れ、剣の稽古をつけている。しかし夢の中では17歳の記憶しかないため可奈美が自分の娘だという実感はない。そのため正体が母親であることが発覚して以降も、可奈美には「お母さん」ではなく「師匠」と呼ばせていた。性格は能天気で底抜けに明るく、何事にも悲観的にならない鋼のメンタルを持っており、大抵のことなら軽い調子で流してしまう。それは現世でも変わらず、母親だったころの美奈都は死ぬ瞬間まで幸せそうだったと可奈美は回想している。
相模湾岸大災厄時、紫と共に戦った特務隊の1人であったが、鎮めの儀を遂行した篝の命を半分肩代わりする形で救い、刀使としての力を失う。その後結婚して家庭を持ち、産まれてきた可奈美の最初の剣術の師匠として過ごしていたが、鎮めの儀の影響で7年前に若くして亡くなった。可奈美の夢（隠世）に出てくる彼女は大災厄の時に半分に別れた魂の欠片であり、事件後の20年間を独り濃霧に満ちた隠世で剣の修行だけをして暮らしてきた。その際に千鳥も半分に別れたとされており、現世の千鳥と隠世の千鳥の二振りを通して可奈美と会うことができていたのではないかと本人は推測している。
江麻や紗南など、刀使として任務に当たっていた当時を知る人物からは「最強の刀使」だったと評されており、これは現時点で刀使の頂点である紫も認めている。そのため可奈美が苦悩していた「強者の孤独」にも理解と共感を示しており、一方で「刀を扱う以上その悩みはあって当然だ」と諭している。また可奈美と同様、剣術を楽しむためわざと手加減する癖があり、その程度が過ぎるためムラが生じてしまい大会で成績が残せずにいた。
最終回では篝との再会を果たし、優しく抱擁することで篝の後悔を解きほぐす。そして最期の立ち合いで可奈美に「自分の全てが詰まった剣」を皆伝して現世へと送り帰す。
その後、崩壊していく隠世の中で消えるまでの刹那の立ち合いにタギツヒメを誘い、笑顔で立ち合いながら篝とともに隠世ごと消えていった。
紫の同級生であり、篝とは先輩後輩にして主攻撃手と副攻撃手の関係でもあった。
十条 篝（じゅうじょう かがり）
声 - 種田梨沙
姫和の亡き母親。旧姓は柊。相模湾岸大災厄時、紫と共に戦った特務隊の1人で命と引き換えに隠世に大荒魂を引きずり込む鎮めの儀を行う役割を担わされていた。美奈都に命の半分を肩代わりされる形で救われ、残りのタギツヒメの力を紫が身体に収めたことで生還できたが、命を削り刀使としての力を失う。その後結婚し、家庭を持って過ごしていたが、美奈都の訃報を聞いて「自分のせいで美奈都が亡くなった」と悔やみ続け、自らも鎮めの儀の影響で1年前に若くして亡くなった。
最終回で未来の自分の娘である姫和に、自分は紫のことを恨んでなどいないということを伝えて紫に対する姫和の恨みを完全に解きほぐす。さらに美奈都とも再会して涙ながらに謝るが、優しく抱擁されたことで救われる。その後、姫和たちを現世へと送り帰し、美奈都やタギツヒメとともに隠世ごと消えていった。
紫や美奈都の一年後輩にあたり、美奈都とは主攻撃手と副攻撃手の関係でもあった。
柳瀬 孝則（やなせ たかのり）
声 - 増谷康紀
舞衣の父親。刀剣類管理局の体制が変わり閉鎖された特別稀少金属研究開発機構に資金を提供し、民間の研究機関「特別希少金属利用研究所」として再スタートさせた。
柳瀬 柊子（やなせ しゅうこ）
声 - 進藤尚美
舞衣の母親。
柳瀬 美結（やなせ みゆ）
声 - 下地紫野
舞衣の上の妹。
柳瀬 詩織（やなせ しおり）
声 - 大野柚布子
舞衣の下の妹。
古波蔵 公威（こはぐら きみたけ）
声 - 小形満
エレンの父親。特別稀少金属利用研究所の研究主任。
古波蔵 ジャクリーン（こはぐら ジャクリーン）
声 - 柚木涼香
エレンの母親でフリードマンの娘。特別稀少金属利用研究所で研究員をしている。

### 三女神
鎌倉特別危険廃棄物漏出問題の解決後に、紫と分離した大荒魂が人の形となって現れたもので、論理矛盾により3体に分離しており、3体とも宗像三女神の名前が付けられている。本体は隠世に逃げており三女神たちは誰かが他の2柱を取り込むことで本体の意思を得られるため争っている。特定の一個体を指す場合は「姫」と呼ばれる。
タギツヒメ
声 - 日高里菜
人間への怒りを原動力とする姫。雪那と夜見を従えており、結月もその動向を気に掛けている。
特別希少金属利用研究所からノロを強奪した際にエレンや舞依と戦っているほか、群馬県で真希と戦った際には二天一流の構えを披露している。また、防衛省では姫和や可奈美と真希の3人を相手に戦っている。
近衛隊と共に防衛省を襲撃し、タキリヒメを倒して吸収することに成功する。その後、メディアを通じて姿を現し、人間に寄り添うタキリヒメの思考を吸収したかのような言動を取っていたが可奈美には「タキリヒメとは違う。タギツヒメは人間を見ていない。」とその欺瞞を看破されており、実際に相模湾岸大災厄についての偽りの真相を流布したり、裏では雪那に高慢な態度を取ったりしている。さらに、イチキシマヒメと同化した姫和に倒され吸収されたかに見えたが、姫和が可奈美と手合わせをしている最中に復活し姫和を斬って吸収する。隠世の門が開いた後は不要となった雪那を退任させる。
人間への執拗なまでの復讐心はその実、誰とも決して繋がらない荒魂の孤独に由来するものであり、姫和の一の太刀を受けた際にも現世全てを道連れにしようとしていたが、可奈美の「不思議な縁」という言葉に孤独を解きほぐされて現世を手放し、隠世へと送られる。その後、崩壊していく隠世にて美奈都から立ち合いに誘われ、穏やかに微笑みながら美奈都・篝とともに消えていった。
タキリヒメ
声 - 斎藤千和
人間への支配欲を原動力とする姫。市ヶ谷の防衛省にて厳戒体制の下で軟禁されており、朱音でさえも面会の許可が下りることは少ない。
視界を覆うマスクをしており、当初は人間を「獣や虫と同じ未熟な種」と見下して一方的な隷属を求め、共存を目的とした対話を頑なに拒否していた。自分の一方的な支配と管理によって人間を導くことこそが真の共存であるというのがタキリヒメの行動原理であった。しかし可奈美の剣を通した相互理解の呼びかけに心を動かされ、さらに人間と共に過ごすことで自身の穢れを和らげることに成功したねねの記憶を読み取り、可奈美との立ち合いを通じて人間のことを理解する。しかし、その直後に防衛省を襲撃したタギツヒメに敗れてノロを抜き取られる。今際の際にマスクが外れたことで初めて可奈美を見て「そんな顔をしていたのか千鳥の娘よ」と微笑み、「どこまでも飛ぶ姿が見えた」「千鳥の別名（雷切）のように雷さえ切り裂いて飛べ、速く、高く、遠く」と言い遺して消えていった。分かり合えた直後の喪失は可奈美の失意と焦燥感を駆り立て、終盤にかけて精神的に追い詰められていく物語の転機となった。
イチキシマヒメ
声 - 喜多村英梨
自身の存在意義を見出すことを原動力とする姫。ノロのアンプル化の理論を考えたタギツヒメの一面であり、その動機は「世界における自身の存在意義」を確立するためのものであった。朱音が紫と共に潜水艦にて監理しており、紫と分離した後3体に分離した理由を可奈美と姫和、寿々花と真希の4人に明かした。その後、雪那の派閥に潜伏していた潜水艦が見つかり、紫と共に銚子で脱出している。潜水艦への潜伏中に紫を始めとした人間に対する見方が変化しつつあり、潜水艦からの脱出後に鹿島神宮でタギツヒメと遭遇した際、自身を必要としてくれる紫を救うため姫和と同化する。なお、同化する直前タギツヒメや姫和と戦う際に数珠丸を使用している。

### その他
恩田 累（おんだ るい）
声 - 井澤佳の実
美濃関学院出身の元刀使。28歳。現在はS装備開発に携わる八幡電子株式会社に勤務している。江麻に頼まれて可奈美と姫和を匿い、ファインマンを2人に紹介する。
岩倉 早苗（いわくら さなえ）
声 - 井上ほの花
平城学館の刀使。平城学館の代表として姫和と共に御前試合のトーナメントに出場する。その後、事件解決まで登場しなかったが、事件解決後には姫和が刀使を辞める決意を固めたようだと学長のいろはに伝えた他、隠世の門が開き現世が飲み込まれそうになった際には、退避命令の出ている自衛隊員を荒魂から守っている。タギツヒメが隠世の果てへ送られた後は、荒魂討伐隊の隊長を務めている。
内里 歩（うちざと あゆむ）
声 - 大和田仁美
綾小路武芸学舎の刀使。誕生日は10月16日。流派は鞍馬流。初任務となった荒魂討伐の際に、可奈美と沙耶香の勇姿を見て、可奈美に憧れるようになる。
17話にて夜見によって瀕死の状態にされてしまい、結月にノロを打たれた上で近衛隊の結成メンバーとなる。ノロを打たれた影響とS装備の着用により、可奈美の技も会得して彼女と互角に戦えるようになったと喜んでいたが、自身がどれほど重大な事をしているのかという自覚は全く無い。また、ノロを打ってくれた結月には純粋に感謝している。再び可奈美と戦った際には、不安定な状態の姫和を単独で行動させることになり、彼女がイチキシマヒメと同化する遠因となってしまう。
「この剣に全て込めた」と歩に過ちを悟らせようとする可奈美の剣に敗れてもなお、理解が及ばず近衛隊に参加し続け、可奈美の前に立ちはだかるが今度は沙耶香に敗れる。先に同じ道を歩んだ経験を持つ“先輩”としての沙耶香の剣を介してようやく可奈美の真意に気付いて過ちを省みた彼女は、可奈美と再び会って謝るためリハビリに励んでいる。
田辺 美弥（たなべ みや）
声 - 長江里加
綾小路武芸学舎の刀使の1人で、歩の友人。流派は鞍馬流。

### 『刻みし一閃の燈火』のキャラクター
ゲームおよびOVAの主要人物。由依を除いて、全員テレビアニメ版の最終話にてスタッフロール終了後のエピローグに台詞なしで登場している。OVA版では本編から1年後のストーリーのため、学年が一つ上がっている。
安桜 美炎（あさくら みほの）
声 - 茜屋日海夏
誕生日：5月31日、血液型：B、身長：153cm、流派：心形刀流、御刀：加州清光
ゲーム版の主人公。美濃関学院中等部二年生の13歳(OVA版では中等部三年生)。前向きで真っ直ぐな性格のムードメーカーで可奈美のライバル。学内で行われた選抜試合では準決勝で可奈美に挑むが敗北している。両親は既に他界しており、祖父の義積と2人で暮らしている。刀使としての実力は優秀だが、すぐに集中力が途切れてしまう欠点を持っており、可奈美に勝てなかったのもそれが原因である。御前試合の当日は友人らと観戦に来ており、そのためテレビアニメ版の第1話にも台詞なしで登場している。姫和による折神紫刃傷未遂事件が発生した際、可奈美が姫和を連れて会場を逃げ出したところを目撃しており、その後同じく試合の観戦に来ていた幼馴染の智恵を連れて可奈美たちを追い、真意を確かめることはできたが、追跡してきた親衛隊に反逆者の共犯とされ智恵と共に身柄を拘束されてしまう。後に紫の命令で駆け付けた江麻のおかげで智恵と共に身柄は解放されたものの、解放の条件として赤羽刀の調査を命じられ、事件発生後も可奈美との再戦の約束を果たすべく、密かに彼女の無事を祈りつつ、調査隊に身を置くこととなった。実は500年前にカナヤマヒメを封印した愛宕家の直系の子孫である事は麻琴が語るまで知らなかった。
瀬戸内 智恵（せとうち ちえ）
声 - 石原夏織
誕生日：2月7日、血液型：O、身長：163cm、流派：直心影流、御刀：ソハヤノツルキ
長船女学園高等部三年生の17歳(OVA版では国立警衛大学一年生)。お姉さん気質で世話好き。美炎とは幼馴染であったが、引っ越したため長船所属となった。刀使として優秀であり、チームにおける裏方の役回りを受け持っている。実は舞草のメンバーで学長から密命を受けており、調査隊の裏の舵取り役となっている。仲間を騙して行動していることに対する葛藤が見られ、剣に鈍りが生じている。
七之里 呼吹（しちのさと こふき）
声 - 五十嵐裕美
誕生日：12月4日、血液型：AB、身長：147cm、流派：エスクリマ、御刀：北谷菜切と二王清綱の短刀二刀流
鎌府女学院中等部三年生の14歳(OVA版では高等部一年生)。研究班所属。荒魂を倒すことに喜びを感じており、荒魂を見つけるとすぐに飛びかかって行くほか、できるだけ自身が荒魂を倒せるような状況に持って行こうとする。荒魂に対する戦闘能力は高いが、反面仲間との連携はうまくない。ゲームでは、荒魂への愛を叫びながら小太刀を両手に飛びかかっていく姿が見られる。
六角 清香（むすみ きよか）
声 - 藤田茜
誕生日：8月30日、血液型：A、身長：154cm、流派：卜伝流、御刀：蓮華不動輝広
平城学館中等部二年生の13歳(OVA版では中等部三年生)。将来を有望視されるほどの実力を持つが、戦うことが嫌いでなかなか実力を発揮できない。だが、仲間のために決意を固めた彼女は、親衛隊を相手にしても一歩も引かない強さを見せている。年相応に恋愛に興味を持っており、関係する小説や雑誌を読んでいる。
木寅 ミルヤ（きとら ミルヤ）
声 - 沼倉愛美
誕生日：7月19日、血液型：A、身長：170cm、流派：馬庭念流、御刀：実休光忠
綾小路武芸学舎高等部二年生の16歳(OVA版では高等部三年生)。テレビアニメ版の16話にプロフィール写真のみ登場している。ゲームでのメインメンバーのリーダー役を受け持つ。相楽学長から南无薬師景光という御刀の捜索を密命されており、赤羽刀の調査に加えて捜索を行っている。人を呼ぶときはフルネームで呼ぶ。現場指揮官としての采配は見事であり、他の部隊が持て余している人材の利点を見抜き自身の部隊で運用させることができる。御刀に目がなく、職務を忘れることもある。
山城 由依（やましろ ゆい）
声 - 上坂すみれ
誕生日：4月9日、血液型：B、身長：155cm、流派：示現流、御刀：蛍丸
綾小路武芸学舎中等部二年生の13歳(OVA版では中等部三年生)。
ゲームオリジナルキャラクターの中で唯一テレビアニメ版の最終話はおろかスピンオフ作品である「みにとじ」にすら登場しておらず、清香から不在の事実を問われた際にミルヤから「あの変態は島に飛ばされました」と説明されただけとなっている。
なお、「みにとじ」第9話ではシルエットながらセリフ付きで登場し、メールで清香に調査隊の浴衣姿の写真を送るよう強要していた。
鈴本 葉菜（すずもと はな）
声 - 渡辺理沙
誕生日：?月?日、血液型：?、身長：??cm、流派：北辰一刀流、御刀：三条吉家
綾小路武芸学舎中等部三年生の14歳。舞草の諜報員。結月の命令により赤羽刀調査隊の補充メンバーとして加入する。ゲーム版では調査隊の中で唯一プレイアブル化されていないキャラクター。
播 つぐみ（ばん つぐみ）
声 - 池田海咲
誕生日：10月10日、血液型：??、身長：155cm、流派：直心影流、御刀：備前三郎國宗
鎌府女学院高等部二年生(OVA版では高等部三年生)。呼吹の模擬戦闘オペレートを担当している。
稲河 暁（いなご あきら）
声 - 諏訪彩花
誕生日：4月28日、血液型：??、身長：160cm、流派：天真正伝香取神道流、御刀：山姥切国広
美濃関学院高等部一年生(OVA版では高等部二年生)。舞草の過激派である日高見派に所属している。夜見とは幼馴染であり、尊敬している。
鳥喰 優稀（とりばね ゆうき）
声 - 高田 優希
誕生日：?月?日、血液型：??、身長：??cm、流派：??、御刀：??
綾小路武芸学舎中等部一年生。舞草の過激派である日高見派に所属している。暁とは幼馴染でありお姉様として心から慕っている。
日高見 麻琴（ひたかみ まこと）
声 - 上田麗奈
誕生日：?月?日、血液型：??、身長：??cm、流派：??、御刀：??
長船女学園高等部三年生。日高見家の当主にして舞草の過激派である日高見派の首領。暁と優唏は幼なじみであり、智恵とは親友である。
伊南 枢羽（いなみ すう）
声 - 石見舞菜香
誕生日：10月2日、血液型：??、身長：152cm、流派：雲弘流、御刀：延寿国村
鎌府女学院中等部二年生(本編から1年前の小説版では中等部一年生)。スピンオフ小説『琉球剣風録』のメインキャラクターとして登場している。
朝比奈 北斗（あさひな ほくと）
声 - 鬼頭明里
誕生日：?月?日、血液型：??、身長：??cm、流派：??、御刀：??
平城学館高等部一年生(本編から1年前の小説版では中等部三年生)。スピンオフ小説『琉球剣風録』のメインキャラクターとして登場している。
新多 弘名（にった ひろな）
声 - 河瀬茉希
誕生日：9月17日、血液型：AB、身長：157cm、流派：??、御刀：水口レイピア
長船女学園中等部二年生(OVA版では中等部三年生)。OVA版では葉菜の補充要員として赤羽刀調査隊に加入する。刀使では数少ないレイピア使い。
コヒメ
声 - 小原好美
OVA版より登場。幼い少女の姿をした人型の荒魂。江ノ島にて美炎達によって発見・保護される。最初は刀使と荒魂を疑問視していたが最終的に美炎に救われ以来、硬い絆で結ばれている。
カナヤマヒメ
声 - 茜屋 日海夏
安桜 美炎の中に潜んでいる人型の荒魂。500年の間に愛宕家の刀使によって封印された。しかし、実際は体内に隠れており、直系の子孫である美炎に受け継がれている。

## 用語
以下の用語とその説明はアニメ公式サイトの「用語集」より抜粋している。
刀使（とじ）
正式名は特別祭祀機動隊であり、警察組織に属する。組織の内外ともに刀使と呼ばれるのが一般的である。国家公務員として警察の職務に勤しんでおり、作中では特別司法警察職員のように描かれる。御刀を所持する神薙ぎの巫女であり、女性にしか務まらない。自らが寄り代となって御刀の神力を引き出し、荒魂を斬って鎮める。彼女たちのほとんどは成人前の学生で、伍箇伝を中心とする専門の学校に通って刀使としての技術を学ぶ。若いほど御刀との相性が良い。どの御刀を持つのかは相性によって決まり、自分の御刀が変わることもある。他人の御刀を使った場合、神力を引き出す効率が悪くなる。
術
写シ（うつし）
刀使の基本戦術であり、最大の防御術。御刀を媒介として肉体を一時的にエネルギー体へと変質させ、運動機能も向上させる。使用中は痛みと精神疲労を代償に、実体へのダメージを肩代わりできるが、ダメージを受けるとその部分は消失し身体機能も奪われていく。写シを解除すると身体機能が戻るが、矢が刺さった場合などは写シを解除する前に矢を抜かないと実体にダメージが及ぶ。また、意識が断たれたり、集中力が途切れたりした場合は強制的に解除される。短時間の間に使える回数は刀使によって異なる。
迅移（じんい）
刀使の攻撃術の1つ。御刀を媒介として通常の時間から逸して加速する。隠世には段階的に時間の流れの早い層があり、深く潜れば潜るほどより高位の迅移を発動できるが、必要なエネルギーも増えていく。鍛練を積んだ者ほど、より流れの早い深い層に到達することができる。ほぼすべての刀使が「1段階の迅移」を使える。日和が第1話で用いた「3段階の迅移」は銃の弾丸よりも早く動ける。大災厄を鎮めるのに使われた「5段階の迅移」を使うと隠世の奥深くまで到達できるかわりに現世に戻ってこられなくなる。
八幡力（はちまんりき）
刀使の攻撃術の1つ。御刀を媒介として筋力を強化する。鍛練を積んだ者ほどより高い強化が可能になり、超人的な力の発揮が可能となる。
金剛身（こんごうしん）
刀使の攻撃術の1つで、発動時は身体が金色に輝く。御刀を媒介として肉体の耐久度を上げる。写シとは異なり、物理的な硬度を発揮するが、短時間しか持続しない。
装備
御刀（おかたな）
特殊な力をもった日本刀。神聖な希少金属「珠鋼（）」から作られる。刀使が持つことにより、珠鋼に秘められた隠世と呼ばれる異世界から様々な物理現象を引き出す力を介して、様々な超常の力を引き出し使役できる。荒魂に対抗できる唯一の武器でもある。御刀の原料には神性を帯びた砂鉄が必要となる。この砂鉄は日本でしか発見されていない。
S装備
正式名称「ストームアーマー」。特別祭祀機動隊に配備された荒魂殲滅用の強襲装備。折神家の管理の元、DARPA（国防高等研究計画局）の技術協力を得て開発され、装着することで身体能力及び防御力が飛躍的に向上するが、稼働時間が短いという最大の欠点を持つため長時間の戦闘には不向き。紫が当主の座に就くまでは開発は難航していたという。
スペクトラム計
荒魂を探知するアナログ計器。約5センチ程の強化ガラス球の中に、スポイト数滴分の荒魂化したノロが入った方位磁石のような形をしている。荒魂が引き合う性質を利用し、接近すると振動する。
スペクトラムファインダー
スペクトラム計を近代技術によりデジタル化したプログラム。実物の荒魂を用いたスペクトラム計は危険ということで開発された。これは折神紫の指示である。しかし、プログラムに細工することで荒魂を感知するセンサーを誤認させることが可能という欠陥がある。

### 組織
特別刀剣類管理局（とくべつとうけんるいかんりきょく）
全国の警察本部に設置されており、主に御刀の管理を行っている。

特別祭祀機動隊（とくべつさいしきどうたい）
警察庁の特別刀剣類管理局に所属する機動隊で、御刀と呼ばれる特別刀剣類の携帯と自己判断による使用を許可されている。国家公務員の特別職であり、その多くは未成年の女子である。

伍箇伝（ごかでん）
全国に5校設立された中高一貫の特別刀剣類従事者訓練学校。特別刀剣類管理局の下、刀使のみでなく、刀使の活動を支援する人員の育成も行っている。鎌府と長船以外は共学校である。
鎌府女学院（れんぷじょがくいん）
所在地は神奈川県で、関東全域と東日本の太平洋側での荒魂事件を担当している。特別刀剣類管理局の本部がある折神家と併設されており、本部との連携をとることも多い。事件発生率の高い首都圏の担当だけに、装備も最新のものが多く配備されている。御刀とノロに関わる研究所を有しており、様々な実験を行っている。エリート校で実践経験も豊富である。
美濃関学院（みのせきがくいん）
所在地は岐阜県で、中部全域と東日本の日本海側での荒魂事件を担当している。同じ伍箇伝である他の4校との交流を積極的に行っているほか、荒魂事件に対して応援を要請する事もできる。庶民的な学校。刀匠課程も他校に比べてかなり充実しており、男性も務めている刀鍛冶を目指すためにこの学校で学ぶ生徒達も多い。
平城学館（へいじょうがっかん）
所在地は奈良県で、関西の南部と四国での荒魂事件を担当している。剣術大会2連覇の獅童真希など、近年は優秀な刀使を輩出し注目されている。
綾小路武芸学舎（あやのこうじぶげいがくしゃ）
所在地は京都府で、関西の南部以外の全域での荒魂事件を担当している。伍箇伝の中でも最も歴史ある伝統校で、地域でも綾小路の刀使たちは人々に尊敬されている。有事の際は特別刀剣類管理局の仮本部として機能するようになっている。
長船女学園（おさふねじょがくえん）
所在地は岡山県で、中国地方、九州、南は沖縄までの荒魂事件を担当している。管轄内に最新技術の開発機関があるため、試験装備のテスト運用などにも積極的に協力している。

折神家（おりがみけ）
かつて出現した大荒魂を倒し、英雄にまで成り上がった一族である。古くから朝廷より御刀とノロの管理を任されてきた一族でもある。全ての刀使の頂点に立つ存在で、伍箇伝の管理も行っている。御刀を持つ者なら知らぬ者はいないが、実際は荒魂を使った人体実験を秘密裏に行い、総帥である紫は大荒魂であるという知られざる真実を隠して活動している。

舞草（もくさ）
特別刀剣類管理局内の反折神紫派で結成された組織。折神朱音や長船女学園学長の真庭紗南が中枢メンバーとなっているため、エレンと薫及び長船女学園の生徒の大半がこれに属している。また、刀鍛冶である青砥館の主人とその娘もメンバーである。

### 荒魂関連
荒魂（あらだま）
突如町などに出現する怪物で、怪異、妖怪、物の怪、悪霊などとも呼ばれる。大きさによって周辺の災いのレベルが異なる。荒魂が人を襲うのは、神性たる珠鋼を奪われた恨みによるものであると作中で説明されている。

ノロ
荒魂の正体ともいうべき物質。珠鋼を精製する際に砂鉄から出る不純物で、これがたくさん集まり結合することで荒魂が生まれる。負の神性を帯びており、ほぼ消滅しないため厳重に扱われ、荒魂化を防ぐため古来少量ずつ小分けされ、各地の杜に奉られ鎮められてきた。ほとんどのノロは折神家が請け負っているが、そのノロを身体に投与することでそれを自分の力にできる研究が行われている。鎌倉事件の時点ではその被検体として夜見、真希、寿々花の3名が確認されている。結芽もその1人だが、彼女の場合は病弱な体を克服するために投与を許しただけで、本人自身はノロの力に頼らず力が漏れ出した時は気迫で抑え込んでいた。事件解決後にはノロを人体から分離する研究も進められており、寿々花はノロを体外に追い出している。事件後、雪那と結月の指示の下、タギツヒメを守る近衛隊の隊員に投与されている。

相模湾岸大災厄（さがみわんがんだいさいやく）
1998年9月、相模湾に大荒魂が突如として出現したという大事件。紫率いる特務隊の活躍により終結した。そのメンバーは当時全員鎌府所属である。しかし、真実は大量のノロを持ち帰ろうとしたアメリカの輸送船が事故を起こし大荒魂の出現を許してしまった人災である。また、解決した特務隊のメンバーには紫及び伍箇伝の学長5名の名が記録として残っており、解決に参加していた美奈都と篝の名は外された。輸送船には御刀も積まれておりその数は5千とも1万とも言われているが、災害当時は引き上げることもままならなかった。

鎌倉特別危険廃棄物漏出問題（かまくらとくべつきけんはいきぶつろうしゅつもんだい）
タギツヒメに憑依された折神紫が起こした第2の大事件。
年の瀬の災厄（としのせのさいやく）
タギツヒメが人の姿で現れた事により、東京に荒魂が大量出現し、日本の首都を地獄の戦場に変えられたとされた最後の重大事件。

### その他
隠世（かくりよ）
人間の生活する現世（うつしよ）と重なり合った多重層の異世界のこと。隠世には無限の層があり、各層ごとに物理現象が異なっている。

## スタッフ
- 原作 - 伍箇伝計画
- 監督 - 柿本広大[3]
- シリーズ構成 - 髙橋龍也[3]
- キャラクター原案 - しずまよしのり[3]
- キャラクターデザイン - 八尋裕子[3]
- プロップデザイン - 鈴木典孝[3]
- アクション作画監督 - 神谷智大[3]
- キーアニメーター - 酒井智史
- 刀剣監修 - 寺田とものり、岩田和義
- 剣術監修 - 神無月久音
- 美術監督 - 佐藤勝[3]
- 美術設定 - 緒川マミオ[3]
- 色彩設計 - 田中美穂[3]
- 3DCG監督 - 荻田直樹[3]
- 撮影監督 - 関谷能弘[3]
- 編集 - 三嶋章紀[3]
- 音響監督 - 飯田里樹[3]
- 音楽 - 橋本由香利[3]
- 音楽プロデューサー - 若林豪、水鳥智栄子
- 音楽制作 - KADOKAWA
- プロデューサー - 鹿志村絵美、河本紗知、椎名崇徳、芦立春貴→黒須信彦、前坂栄司、岸田直樹、前田俊博、礒谷徳知
- アニメーションプロデューサー - 住友英司
- プロデュース - ジェンコ[3]
- アニメーション制作 - Studio五組[3]
- 製作 - 刀使ノ巫女製作委員会（ジェンコ、KADOKAWA、スクウェア・エニックス、クランチロール、マイシアターD.D.、Studio五組、グロービジョン、MBS、AT-X、驚奇大地動漫〈香港〉）

## 主題歌
特記がない限り、歌唱は衛藤可奈美（本渡楓）、十条姫和（大西沙織）、柳瀬舞衣（和氣あず未）、糸見沙耶香（木野日菜）、益子薫（松田利冴）、古波蔵エレン（鈴木絵理）による。

### オープニングテーマ
「Save you Save me」
第1クールオープニングテーマ。作詞・作曲は大畑拓也、編曲はeba。
「進化系Colors」
第2クールオープニングテーマ。作詞・作曲・編曲はやしきん。

### エンディングテーマ
「心のメモリア」
第1クールエンディングテーマ。作詞・作曲・編曲はMotokiyo。
「今この身が果てようとも」
第12話で使用されたエンディングテーマ。作詞・作曲はHige Driver、編曲はPowerless、歌は衛藤可奈美（本渡楓）、十條姫和（大西沙織）。
「未来エピローグ」
第2クールエンディングテーマ。作詞・作曲・編曲はMotokiyo。
「鎮魂の夜想曲（ノクターン）」
第21話で使用されたエンディングテーマ。作詞・作曲はヒゲドライバー、編曲は篠崎あやと、歌は衛藤可奈美（本渡楓）。

## 各話リスト
| 話数   | サブタイトル   | 脚本           | 絵コンテ                   | 演出       | 作画監督                                                                                          | 総作画監督 |
| ------ | -------------- | -------------- | -------------------------- | ---------- | ------------------------------------------------------------------------------------------------- | ---------- |
| 第1話  | 切っ先の向く先 | 髙橋龍也       | 柿本広大                   | 柿本広大   | 大田謙治 王國年                                                                                   | 八尋裕子   |
| 第2話  | 二人の距離     | 髙橋龍也       | 名村英敏                   | 牧野友映   | 水野隆宏                                                                                          | 八尋裕子   |
| 第3話  | 無想の剣       | 髙橋龍也       | 信田ユウ                   | 信田ユウ   | 横松雄馬                                                                                          | 大田謙治   |
| 第4話  | 覚悟の重さ     | 髙橋龍也       | 島津裕行                   | 浅見松雄   | 柳孝相 橋本純一 山口保則 ハンミンギ 森出剛                                                        | 八尋裕子   |
| 第5話  | 山狩りの夜     | あおしまたかし | 筆坂明規                   | 筆坂明規   | 正金時直子 三股浩史 小菅洋                                                                        | 大田謙治   |
| 第6話  | 人と穢れの隙間 | 砂山蔵澄       | 福田道生                   | 山内東生雄 | 島崎望 柳瀬譲二 小川一郎 睦田聡志 櫻井拓郎 沼田広                                                 | 八尋裕子   |
| 第7話  | 心の疼き       | あおしまたかし | 山川吉樹                   | 工藤寛顕   | 小島えり                                                                                          | 大田謙治   |
| 第8話  | 災厄の日       | 髙橋龍也       | 柿本広大 信田ユウ 筆坂明規 | 濱崎徹     | 水野隆宏 日高真由美 黒田和也                                                                      | 八尋裕子   |
| 第9話  | 祭りのあと     | 砂山蔵澄       | 牧野友映                   | 牧野友映   | 横松雄馬 寿夢龍 清水博之                                                                          | 大田謙治   |
| 第10話 | 明日への決意   | 大久保昌弘     | 島津裕行                   | 星野美鈴   | 青木真理子 森悦史 友田政晴（メカ）                                                                | 八尋裕子   |
| 第11話 | 月下の閃き     | あおしまたかし | 筆坂明規                   | 筆坂明規   | 正金寺直子 三股浩史 是本晶                                                                        | 大田謙治   |
| 第12話 | ひとつの太刀   | 髙橋龍也       | 大平直樹                   | 下司泰弘   | 八尋裕子 小菅洋 正木優太 緒方浩美 細田沙織 横松雄馬                                               | 八尋裕子   |
| 第13話 | 次代の英雄     | 髙橋龍也       | 信田ユウ                   | 信田ユウ   | 水野隆宏 永山恵 黒田和也 酒井孝裕 小菅洋 レベルゼロ                                               | 大田謙治   |
| 第14話 | 家族の場景     | 砂山蔵澄       | 福井洋平                   | 福井洋平   | 飯飼一幸 岡崎伸浩 服部益実 橋本純一 柳孝相 ハンミンギ 山口保則                                    | 大田謙治   |
| 第15話 | 怠け者の一分   | あおしまたかし | 牧野友映                   | 牧野友映   | 高橋こう平 日高真由美 横松雄馬                                                                    | 大田謙治   |
| 第16話 | 牢監の拝謁     | 大久保昌弘     | 滝川和夫                   | 濱﨑徹     | 寿夢龍 細田沙織 松村康功 和田賢人 アニタス神戸 太田慎之介                                         | 八尋裕子   |
| 第17話 | 女神たちの狂騒 | 髙橋龍也       | 筆坂明規                   | 筆坂明規   | 小菅洋 小島唯可 ソンミンジュ                                                                      | 大田謙治   |
| 第18話 | 荒魂の跳梁     | あおしまたかし | 島津裕行                   | 白石道太   | 大野勉 沼田広 櫻井拓郎 小菅洋 細田沙織 正木優太                                                   | 八尋裕子   |
| 第19話 | 禍神の呼び声   | 砂山蔵澄       | 信田ユウ                   | 小林孝志   | 高橋こう平 正金寺直子 黒田和也 松村康功                                                           | 大田謙治   |
| 第20話 | 最後の女神     | あおしまたかし | 飯田崇                     | 牧野友映   | 八尋裕子 寿夢龍 水野隆宏 横松雄馬 アニタス神戸 太田慎之介                                         | 八尋裕子   |
| 第21話 | 雷神の剣       | 髙橋龍也       | 岩畑剛一                   | 下司泰弘   | 大田謙治 小菅洋 細田沙織                                                                          | 大田謙治   |
| 第22話 | 隠世の門       | あおしまたかし | 林直孝                     | 濱崎徹     | 黒田和也 関本美穂 寿夢龍 高橋こう平 LIM SUN HEE LIM JI HYUM 正木優太 松村康功 日高真由美 横松雄馬 | 八尋裕子   |
| 第23話 | 刹那の果て     | 砂山蔵澄       | 筆坂明規                   | 筆坂明規   | 大田謙治 正金寺直子 和田賢人 寿夢龍 水野隆宏 アニタス神戸 太田慎之介                              | 大田謙治   |
| 第24話 | 結びの巫女     | 髙橋龍也       | 信田ユウ                   | 信田ユウ   | 神谷智大 小菅洋 堀澤聡志 永山恵 横松雄馬 正木優太                                                 | 八尋裕子   |

2クール目開始の前には、第1クール『胎動編』の総集編が放送された。

## 放送局
| 放送期間               | 放送時間                     | 放送局   | 対象地域   | 備考                                 |
| ---------------------- | ---------------------------- | -------- | ---------- | ------------------------------------ |
| 2018年1月5日 - 6月22日 | 金曜 21:30 - 22:00           | AT-X     | 日本全域   | 製作参加 / CS放送 / リピート放送あり |
| 2018年1月6日 - 6月23日 | 土曜 1:05 - 1:35（金曜深夜） | TOKYO MX | 東京都     |                                      |
|                        | 土曜 2:55 - 3:25（金曜深夜） | 毎日放送 | 近畿広域圏 | 製作参加 / 『アニメイズム』隣接枠    |
| 2018年1月8日 - 6月25日 | 月曜 1:00 - 1:30（日曜深夜） | BS11     | 日本全域   | BS放送 / 『ANIME+』枠                |

| 配信期間                | 配信時間                   | 配信サイト |
| ----------------------- | -------------------------- | --- |
| 2018年1月6日 - 6月23日  | 土曜 3:25（金曜深夜） 更新 | MBS動画イズム TVer |
| 2018年1月8日 - 6月25日  | 月曜 12:00 更新            | dアニメストア |
|                         | 月曜 23:30 - 火曜 0:00     | ニコニコ生放送 |
| 2018年1月11日 - 6月28日 | 木曜 更新                  | ニコニコチャンネル Amazonプライム・ビデオ フジテレビオンデマンド Google Play YouTube HAPPY！動画 J:COMオンデマンド ビデオパス みるプラス PlayStation Video Rakuten TV TSUTAYA TV アニメ放題 U-NEXT ビデックスJP バンダイチャンネル ふらっと動画 GYAO! ひかりTV ムービーフルPlus |

## 関連メディア

### BD / DVD
| 巻       | 発売日        | 収録話          | 規格品番   | 規格品番   |
| 巻       | 発売日        | 収録話          | BD         | DVD        |
| -------- | ------------- | --------------- | ---------- | ---------- |
| 1        | 2018年4月25日 | 第1話 - 第4話   | ZMXZ-11961 | ZMBZ-11971 |
| 2        | 2018年5月25日 | 第5話 - 第8話   | ZMXZ-11962 | ZMBZ-11972 |
| 3        | 2018年6月27日 | 第9話 - 第12話  | ZMXZ-11963 | ZMBZ-11973 |
| 4        | 2018年7月25日 | 第13話 - 第16話 | ZMXZ-11964 | ZMBZ-11974 |
| 5        | 2018年8月24日 | 第17話 - 第20話 | ZMXZ-11965 | ZMBZ-11975 |
| 6        | 2018年9月26日 | 第21話 - 第24話 | ZMXZ-11966 | ZMBZ-11976 |
| みにとじ | 2019年5月24日 | 全11話          | ZMXZ-13031 |            |
| OVA      | 2021年2月24日 | 前編・後編      | ZMXZ-14561 | ZMBZ-14562 |

### CD
キャラクターソング
| タイトル                                                                                            | 発売日        | 規格品番   |
| --------------------------------------------------------------------------------------------------- | ------------- | ---------- |
| TVアニメ「刀使ノ巫女」キャラクターソングCDシリーズ「巫女ノ歌～壱～」（衛藤可奈美（CV:本渡楓））     | 2018年2月21日 | ZMCZ-11841 |
| TVアニメ「刀使ノ巫女」キャラクターソングCDシリーズ「巫女ノ歌～弐～」（十条姫和（CV:大西沙織））     | 2018年2月21日 | ZMCZ-11842 |
| TVアニメ「刀使ノ巫女」キャラクターソングCDシリーズ「巫女ノ歌～参～」（柳瀬舞衣（CV:和氣あず未））   | 2018年3月28日 | ZMCZ-11843 |
| TVアニメ「刀使ノ巫女」キャラクターソングCDシリーズ「巫女ノ歌～肆～」（糸見沙耶香（CV:木野日菜））   | 2018年3月28日 | ZMCZ-11844 |
| TVアニメ「刀使ノ巫女」キャラクターソングCDシリーズ「巫女ノ歌～伍～」（益子薫（CV:松田利冴））       | 2018年4月25日 | ZMCZ-11845 |
| TVアニメ「刀使ノ巫女」キャラクターソングCDシリーズ「巫女ノ歌～陸～」（古波蔵エレン（CV:鈴木絵理）） | 2018年4月25日 | ZMCZ-11846 |

サウンドトラック
| タイトル                                                      | 発売日        | 規格品番   |
| ------------------------------------------------------------- | ------------- | ---------- |
| TVアニメ「刀使ノ巫女」オリジナルサウンドトラック「音綴リ 壱」 | 2018年4月4日  | ZMCZ-11867 |
| TVアニメ「刀使ノ巫女」オリジナルサウンドトラック「音綴リ 弐」 | 2018年6月27日 | ZMCZ-11868 |

ドラマCD
| タイトル                                | 発売日        | 規格品番   |
| --------------------------------------- | ------------- | ---------- |
| 刀使ノ巫女 ドラマCD「名残花蝶」         | 2019年8月9日  | GNCC-00201 |
| 刀使ノ巫女 ドラマCD「湖底楽園」         | 2020年1月6日  | GNCC-00203 |
| 朗読劇『刀使ノ巫女 清夏奉燈』公演収録CD | 2022年3月発送 | TB-005A    |

### 漫画
『月刊少年エース』にて2017年12月号から2019年5月号までさいとー栄の作画で連載された。
- さいとー栄（漫画）、伍箇伝計画（原作）、しずまよしのり（キャラクター原案） 『刀使ノ巫女』 KADOKAWA〈角川コミックス・エース〉、全3巻
  1. 2017年12月26日発売[26]、ISBN 978-4-04-106499-3
  2. 2018年5月26日発売[27]、ISBN 978-4-04-106844-1
  3. 2019年4月26日発売[28]、ISBN 978-4-04-107905-8

### ゲーム
スクウェア・エニックスよりスマートフォン用アプリゲーム『刀使ノ巫女 刻みし一閃の燈火』（とじのみこ きざみしいっせんのともしび、略称：とじとも）が2018年3月19日よりサービス開始。開発担当はゲームスタジオ。
2021年10月29日をもってサービスを終了。
オフライン版の配信期間は2021年10月30日(土)0:00より2022年3月15日(火)23:59まで。
コラボレーション
- 結城友奈は勇者である -勇者の章-（第１弾：2018年7月[31][32]・第2弾：2019年9月[33]）
- ダンジョンに出会いを求めるのは間違っているだろうか（2018年9月[34]）
- プロジェクト東京ドールズ（2018年11月[35]）
- NieR:Automata（2019年2月[36]）
- GEMS COMPANY（2019年4月[37]）
- 少女☆歌劇 レヴュースタァライト（2019年5月[38]）
- とある科学の超電磁砲T（2020年2月[39]）
- 魔法科高校の劣等生 来訪者編（2020年5月）
- 魔法少女リリカルなのは Detonation（2020年10月）
- スターオーシャンシリーズ（2021年1月）
- 結城友奈は勇者である 花結いのきらめき（2021年4月）

### Webラジオ
衛藤可奈美役の本渡楓によるWebラジオ『本渡楓のとじらじ！』が2018年7月4日より2019年7月17日まで音泉にて隔週水曜に配信していた。2018年7月18日より2019年7月31日まではi-dioのアニソン専門チャンネル「アニソンHOLIC」でも放送していた。2019年8月より過去放送アーカイブスのDVD-ROMが販売されている。また、2019年7月31日と9月25日にはYouTube Liveとニコニコ生放送で『本渡楓のとじらじ！生』が配信された。

### 小説
『ジャンプ ジェイ ブックス』にて2019年7月19日に朱白あおいによる著、髙橋龍也によるストーリー原案、しずまよしのりのイラストで発売された。アニメ『刀使ノ巫女』本編の1年前のストーリーである。
- 朱白あおい（著）、伍箇伝計画（原作）、髙橋龍也（ストーリー原案）、しずまよしのり（イラスト） 『刀使ノ巫女　琉球剣風録』 集英社〈ジャンプ ジェイ ブックス〉、全1巻
  - 2019年7月19日発売[42]、ISBN 978-4-08-703479-0

### 舞台
「AiiA presents' 舞台『刀使ノ巫女』」のタイトルで、2018年11月10日から11月14日まで東京の天王洲 銀河劇場にて上演。脚本・演出は赤澤ムック、主要キャストはSKE48のメンバー5名が務めた。

### 短編アニメ
『みにとじ』のタイトルで、2019年1月より3月まで放送された。5分枠のショートアニメで、ミニキャラ化したアニメ本編およびスマートフォンゲームに登場するキャラクターたちを描く。

#### スタッフ（短編アニメ）
- 原作 - 伍箇伝計画[45]
- 監督 - 信田ユウ[43]
- シリーズ構成 - 朱白あおい[43]
- キャラクター原案 - しずまよしのり[45]
- キャラクターデザイン・総作画監督・プロップデザイン・エンドカード - 緒方浩美[43]
- 美術監督 - 松下佳香[45]
- 美術設定 - 高橋麻穂[45]
- 色彩設計 - 川上善美[45]、宮川はれみ
- 撮影監督 - 浅川茂輝[45]
- 編集 - 佐々木紘美
- 音響監督 - 飯田里樹[45]
- 音楽 - 橋本由香里[45]
- 音楽プロデューサー - 若林豪、水鳥智栄子
- 音楽制作 - KADOKAWA[45]
- プロデューサー - 鹿志村絵美、河本紗知、椎名崇徳、黒須信彦、前坂栄司、岸田直樹、前田俊博、礒谷徳知
- アニメーションプロデューサー - 糀谷智司、高橋朋宏
- プロデュース - ジェンコ[45]
- アニメーション制作 - project No.9[43]
- 製作 - 刀使ノ巫女製作委員会（ジェンコ、KADOKAWA、スクウェア・エニックス、クランチロール、マイシアターD.D.、Studio五組、グロービジョン、MBS、AT-X、驚奇大地動漫〈香港〉）

#### 主題歌（短編アニメ）
「この番組はうら若き公務員たちの提供でお送りいたします」
オープニングテーマとして使用された。作詞・作編曲はやしきん、歌は衛藤可奈美（本渡楓）&安桜美炎（茜屋日海夏）。

#### 各話リスト（短編アニメ）
| 話数     | サブタイトル                                        | 脚本         | 絵コンテ     | 演出         | 作画監督     |
| -------- | --------------------------------------------------- | ------------ | ------------ | ------------ | ------------ |
| だい0わ  | 可奈美・美炎の「とじみこ 胎動編」 205秒で紹介特番！ | 霜月ころな   | -            | -            | -            |
| だい1わ  | とっくん                                            | 朱白あおい   | 信田ユウ     | 信田ユウ     | 森出剛       |
| だい2わ  | ぷれぜんと                                          | 霜月ころな   | 信田ユウ     | 星野美鈴     | 山口保則     |
| だい3わ  | よざくら                                            | 阿久津拓矩   | 信田ユウ     | 信田ユウ     | 森出剛       |
| だい4わ  | なかよし                                            | 室岡ヨシミコ | 信田ユウ     | 星野美鈴     | 山口保則     |
| だい5わ  | おねえさん                                          | 朱白あおい   | 信田ユウ     | 星野美鈴     | Park Hey Ran |
| だい6わ  | おむすび                                            | 阿久津拓矩   | 信田ユウ     | 信田ユウ     | 森出剛       |
| だい7わ  | ほらいずんどうめい                                  | 霜月ころな   | ひのたかふみ | ひのたかふみ | ひのたかふみ |
| だい8わ  | やさぐれ                                            | 室岡ヨシミコ | 信田ユウ     | 星野美鈴     | 山口保則     |
| だい9わ  | おまつり                                            | 朱白あおい   | 信田ユウ     | 信田ユウ     | Park Hey Ran |
| だい10わ | はなび                                              | 朱白あおい   | 信田ユウ     | 信田ユウ     | 森出剛       |

#### 放送局（短編アニメ）
| 放送期間               | 放送時間                     | 放送局   | 対象地域   | 備考                                 |
| ---------------------- | ---------------------------- | -------- | ---------- | ------------------------------------ |
| 2019年1月6日 - 3月17日 | 日曜 1:55 - 2:00（土曜深夜） | AT-X     | 日本全域   | 製作参加 / CS放送 / リピート放送あり |
| 2019年1月7日 - 3月18日 | 月曜 21:54 - 22:00           | TOKYO MX | 東京都     |                                      |
|                        |                              | BS11     | 日本全域   | BS放送 / 『ANIME+』枠                |
| 2019年1月9日 - 3月20日 | 水曜 4:00 - 4:05（火曜深夜） | 毎日放送 | 近畿広域圏 | 製作参加 / 『アニメ特区』第4部       |

| 配信期間               | 配信時間                   | 配信サイト |
| ---------------------- | -------------------------- | --- |
| 2018年1月9日 - 3月20日 | 水曜 3:25（火曜深夜） 更新 | Amazonビデオ dアニメストア FOD Google Play YouTube HAPPY！動画 J:COMオンデマンド ビデオパス みるプラス MBS動画イズム TVer PlayStation Video Rakuten TV TSUTAYA TV アニメ放題 U-NEXT ビデックスJP アクトビラ ゲオTV ニコニコ生放送 ニコニコ動画 バンダイチャンネル ビデオマーケット GYAO! ひかりTV |

### OVA
ゲームのOVA作品が前後編で展開。発売に先駆けて2020年に先行放送および配信が実施される。

#### スタッフ（OVA）
- 監督 - 神谷智大[47]
- シリーズ構成 - 朱白あおい[47]
- キャラクター原案 - しずまよしのり[47]
- キャラクターデザイン・総作画監督 - 新妻大輔[47]
- プロップデザイン - 鈴木典孝[47]
- 荒魂デザイン - 香川松吉[47]
- 美術監督 - 葛琳[47]
- 美術設定 - 高橋麻穂[47]
- 色彩設計 - 宮川はれみ[47]
- 撮影監督 - 加藤伸也[47]
- 編集 - 瀬山編集室[47]
- 音響監督 - 飯田里樹[47]
- 音楽 - 橋本由香利、柳川和樹[47]
- プロデュース - ジェンコ[47]
- アニメーション制作 - project No.9[46]

#### 主題歌（OVA）
「blurry shadow」
安桜美炎（茜屋日海夏）、瀬戸内智恵（石原夏織）、七之里呼吹（五十嵐裕美）、六角清香（藤田茜）、木寅ミルヤ（沼倉愛美）、山城由依（上坂すみれ）による主題歌。

#### 放送局（OVA）
| 放送期間                                      | 放送時間          | 放送局 | 対象地域 | 備考   |
| --------------------------------------------- | ----------------- | ------ | -------- | ------ |
| 2020年10月25日（前編） 2020年11月29日（後編） | 日曜 20:30- 21:00 | AT-X   | 日本全域 | CS放送 |

| 配信期間                                                           | 配信時間        | 配信サイト                              |
| ------------------------------------------------------------------ | --------------- | --------------------------------------- |
| 2020年10月25日 - 10月30日（前編） 2020年11月29日 - 12月4日（後編） | 日曜 21:30 更新 | 『刀使ノ巫女 刻みし一閃の燈火』アプリ内 |
| 2020年10月31日 - （前編） 2020年12月5日 - （後編）                 | 土曜 0:00 更新  | 各種動画配信サービス                    |

### 朗読劇
「朗読劇『刀使ノ巫女 清夏奉燈』」のタイトルで、2021年11月6日から7日にところざわサクラタウン ジャパンパビリオン ホールAにて公演された。全3公演。TVアニメシリーズ後にあたる新作ストーリー。後日、新エピソードを追加してカドカワストアにて受注生産でドラマCD化された。

### パチンコ
- P刀使ノ巫女（2022年2月、西陣）[51]